# Wildau
Wildau is een stad in de Duitse deelstaat Brandenburg, en maakt deel uit van het Landkreis Dahme-Spreewald.
Wildau telt 10.633 inwoners.
Tevens kent Wildau een internationaal karakter door de Technische Fachhochschule Wildau die er gevestigd is.